# Diocese de Pavia
A Diocese de Pavìa (em latim: Dioecesis papiensis) é uma circunscrição eclesiástica da Igreja Católica na Itália, pertencente à Província Eclesiástica de Milão e à Conferenza Episcopale Italiana, sendo sufragânea da Arquidiocese de Milão.
A sé episcopal está na Catedral de Pavia, na região da Lombardia.

## Território
A Diocese foi instituída no século I e em 2004 contava 158.711 batizados numa população de 161.562 habitantes.
A Diocese fica entre o rio Ticino a leste, o rio Po a sul, as colinas da província de Lodi e o rio Lambro ao norte.
O território é dividido em 99 paróquias, 97 na província de Pavia e 2 na província de Milão.

## Cronologia dos Bispos de Pavia
- Siro 283-339
- Pompeo I 339-353
- Eventio 353-392
- Profuturo 392-397
- Obediano 397-410
- Ursicino 410-433
- S.Crispino I 433-467
- S.Epiphanio 466–496
- Massimo 499-514
- S.Magno Felix Ennodio(Evodio) 514–521
- Crispino II 521-541
- Paolo 541-566
- Pompeo II 566-579
- Severo 579-605
- Bonifazio 605-620
- Tomaso 620-c.656
- S.Anastasio ca. 658-680
- Damiano Biscossia 680-710
- Armentario 710-722
- Pietro I 722-736
- Teodoro 743-778
- Agostino 778 (por 20 dias apenas)
- Girolamo 778-791
- Ireneo 791-795
- (Waldo(Ubaldo) de Reichenau (O.S.B) 791(795)-802 ,administrador)
- Gandolfo 802-805
- Pietro II 805-813
- S.Giovanni I 813-826
- Sebastiano 826-830
- Diodato 830-841
- Liutardo 841-864
- S.Litifredo I 864-874
- Giovanni II 874-911
- Giovanni III 912-924
- Leone(Leo) 924-943(930)
- Litifredo II 943(930)-971
- Pietro III Canepanova 971–983(=papa João XIV 983-984)
- Guido Curzio 984-1008
- Rainaldo(Reginaldo) 1008-1056
- Enrico Astari 1057-1068
- Guglielmo de Montferrat 1068-1104
- Guido Pescari(Pipari) 1104-1118
- Bernardo Lonati(Lunata) 1119-1130
- Pietro Rosso 1130-1139
- Alfano Confalonieri 1139-1147
- Pietro Toscani 1147-1180
- Lanfranco Beccari 1180-1198
- Bernardo Balbi 1198-1213
- Rodobaldo de' Sangiorgio 1213-1215
- Fulco Scotti  1216-1228
- Rodobaldo Cepolla  1230-1254
- Guglielmo da Caneto  1256-1272
- Corrado Beccaria  1272-1292 (pseudobispo)
- Guido Zazzi  1274-1294
- Guido Langosco  1295 - 1311
- Isnardo Tacconi  1311–1319 (admin.apostólico)
- Giovanni Beccaria  1320–1323 (admin.apostólico)
- Carante Sannazzari  1323–1328
- Giovanni Fulgosi  1328–1342
- Matteo Riboldi  1342–1343 (transf. p/ Verona)
- Pietro Spelta  1343–1356
- Alchiero Alchieri   1356–1361
- Francesco Sottoriva 1364–1386
- Guglielmo Centueri (O.S.Fr.) 1386–1402 (transf. de Piacenza)
- Pietro Grassi 1402–1426
- Francesco Piccolpassi 1427–1435
- Enrico Rampini 1435–1443
- Bernardo Landriano 1443-1446 (depois bispo de Como)
- Giacomo Borromeo 1446–1453
- cardeal Giovanni Castiglioni 1453–1460
- cardeal Giacomo Ammannati Piccolomini   1460–1479
- cardeal Ascanio Maria Sforza 1479–1505
- cardeal Francesco Alidosio 1505–1511
- cardeal Antonio Maria Ciocchi del Monte 1511–1516
- cardeal Giovanni Maria Ciocchi del Monte 1521–1530 (=papa Júlio III 1550-1555)
- Giovanni Girolamo de' Rossi 1530–1539
- Sede vacante 1539-1560
- Ippolito de Rossi 1564–1591
- Alessandro Sauli 1591–1592 (bispo número 90 de Pavia)
- Francesco Gonzaga [desambiguação necessária] 1593
- Guglielmo Bastone 1593-1608
- Giovanni Battista Biglia 1609-1617
- Fabrizio Landriani 1617-1637
- Giovanni Battista Sfondrati 1639-1647
- Francesco Biglia 1648-1659
- Girolamo Melzi 1659-1672
- cardeal Gregorio Barbadigo 1664–1697
- Lorenzo Trotti 1672-1700
- Jacopo Antonio Morigia, B. 1701-1708
- Agostino Cusani 1711-1724
- Francesco Pertusati 1724-1752
- Carlo Francesco Durini 1753–1769
- Bartolomeo Olivazzi 1769-1791
- Giuseppe Bertieri, (O.S.A.). 1793-1804
- Paolo Lamberto D'Allègre 1807–1821
- Luigi Tosi 1823–1845
- Angelo Ramazzotti 1850–1858
- Pietro Maria Ferrè 1860–1867
- Lucido Maria Parocchi 1871–1877  (bispo número 109 de Pavia;transf. p/ Bologna)
- Agostino Caetano Riboldi † (12 de março 1877-15 de abril 1901 nomeado Arcebispo de Ravena)
- Francisco Ciceri † (15 de abril 1901-2 de junho 1924)
- José Ballerini † (26 de julho 1924-22 de junho 1933)
- João Batista Girardi † (8 de maio 1934-1942)
- Carlos Allorio † (5 de julho 1942-1968 aposentado)(morreu em 1969)
- Antônio Josè Angioni † (6 de julho 1968-2 de abril 1986 aposentado)(morreu em 1991)
- João Volta (2 de abril 1986-1 de dezembro 2003 aposentado)
- João Giudici (1 de dezembro 2003-16 de novembro 2015)
- Conrado Sanguineti (desde 16 de novembro 2015)